# Panicum heliophilum
Panicum heliophilum är en gräsart som beskrevs av Mary Agnes Chase, Fernando Omar Zuloaga och Osvaldo Morrone. Panicum heliophilum ingår i släktet vipphirser, och familjen gräs. Inga underarter finns listade i Catalogue of Life.